# Полоцький Нижній замок
Полоцький Нижній, або Стрілецький, замок — зруйнована фортифікаційна споруда у Полоцьку (Білорусь), що існувала у XVI—XVIII століттях.

## Фортифікація
Замок мав вигляд земляного насипу (валу) довжиною 600 метрів, висотою 100 метрів, шириною в сонові 30 метрів, оточений по периметру рубаною стіною. Площа замку — 6 гектарів. На планах XVI століття на території замку зображено 8 веж, з'єднаних рубаною стіною. У центрі замку стояла вежа-донжон. У XVII столітті вежі та стіну замінили на звичайний палісад.

## Історія
Полоцький Нижній замок був побудований у XVI столітті за наказом московського царя Івана IV Грозного. Містом цар заволодів у 1563 році в ході Лівонської війни. Його розмістили на схід від Полоцького Верхнього замку — адміністративного та культурного центру тогочасного Полоцька. Будували замок полочани протягом двох років під наглядом московських воєвод. У 1579 році війська короля Речі Посполитої змогли відвоювати Полоцьк, після чого почалося відновлення міста. У 1772 році місто знову стало частиною російської держави внаслідок першого поділу Речі Посполитої.
Замок із самого початку не мав важливої оборонної функції, оскільки будувався без дотримань законів фортифікації та без врахування бурхливого розвитку військової техніки у XVI столітті.
У замку містився московський стрілецький полк (тому замок також іноді згадувався як Стрілецька слобода), яким керували князь Шуйський та бояри — брати Сяребарні.
У XVIII столітті замок повністю втратив свою оборонну функцію, а згодом територію заселили жителі міста.
До нашого часу замок не зберігся, хіба що вал, що не зрівнявся із землею на 400 метрах своєї довжини.